# Besselsche Interpolationsformel
Die Besselsche Interpolationsformel gehört zu den Interpolationsformeln mit äquidistanten Stützstellen. Mit ihrer Hilfe lassen sich Funktionen als Polynome n-ten Grades darstellen.
n bestimmt sich aus den (n+1) Stützstellen. Sie wurde nach Friedrich Wilhelm Bessel, ihrem Urheber, benannt.

## Differenzentabelle
Zuerst erstellt man eine sogenannte Differenzentabelle, in der die Interpolationspunkte {\displaystyle x_{i}} in gleichen Abständen aufeinander folgen. Dieser Abstand h berechnet sich nach {\displaystyle h=x_{i+1}-x_{i}}. {\displaystyle x_{0}} liegt in der Mitte der Stützpunkte.
Die Differenzen berechnen sich nun wie folgt: {\displaystyle \Delta f_{i}=f_{1+i}-f_{i}}, alle weiteren analog dazu {\displaystyle \Delta ^{k}f_{i}=\Delta ^{k-1}f_{i+1}-\Delta ^{k-1}f_{i}}.

## Die Formel
Die Berechnung des Polynoms {\displaystyle \varphi } erfolgt dann mit der Formel: 
{\displaystyle \varphi =f_{0}+u\Delta f_{0}+{\frac {u(u-1)}{2}}\cdot {\frac {\Delta ^{2}f_{-1}+\Delta ^{2}f_{0}}{2}}+{\frac {u(u-1)(u-0,5)}{3!}}\cdot \Delta ^{3}f_{-1}}
{\displaystyle +{\frac {u(u^{2}-1)(u-2)}{4!}}\cdot {\frac {\Delta ^{4}f_{-2}+\Delta ^{4}f_{-1}}{2}}+...}
{\displaystyle ...+{\frac {(u-0,5)u(u^{2}-1)...(u^{2}-(n-1)^{2})(u-n)}{(2n+1)!}}\cdot \Delta ^{2n+1}f_{-1}}
mit {\displaystyle u={\frac {x-x_{0}}{h}}}.